# Banco BPM
Banco BPM est un groupe bancaire italien d'origine coopérative issu de la fusion au 1er janvier 2017 du Banco Popolare et de Banca Popolare di Milano. Il possède un double siège à Milan et à Vérone.

## Histoire
En mars 2016, après plusieurs mois de négociations, Banco Popolare et Banca Popolare di Milano annoncent officiellement leur fusion, créant Banco BPM, la troisième plus grande banque d'Italie, présente notamment dans les régions du nord du pays. Le nouveau groupe a son siège social à Milan et à Vérone, avec près de 2 500 agences bancaires et 25 000 employés. Banco Popolare détient 54 % du nouvel ensemble, et BPM 46 %,.
La fusion induit une réduction d'effectifs de 7 % soit 1 800 postes sur les 25 000 employés. Le nombre d'agences bancaires sera également réduit d'au moins 14 % passant à environ 2 100 dans le meilleur scénario en 2019. La fusion est votée par les assemblées des actionnaires en octobre 2016. La fusion prévoit également une démutualisation de la banque.
En septembre 2017, Aviva annonce la vente de sa coentreprise italienne Avipop Assicurazioni à Banco BPM pour 265 millions d'euros.
En février 2018, Banco BPM revend son activité de banque dépositaire à BNP Paribas Securities Services.

## Activité
Le groupe est présent en Italie à la seule exception du Trentin-Haut-Adige. C'est le premier opérateur bancaire en Lombardie avec 15 % du marché. En 2017, le groupe possède environ une part de marché de 8,2 % nationalement avec 4 millions de clients, avec environ 2 300 agences et environ 23 000 employés.